# ウィンネットテクノロジー
ウィンネットテクノロジー株式会社（WIN NET TECHNOLOGY）は、パチスロ機を開発・販売していた企業。本社は神奈川県横浜市中区に当初置かれていたが、2012年に東京都大田区蒲田に移転した。

## 概要
パチスロの基準が5号機に移行してから参入した企業の一つであった。自社では機械の開発と販売に専念し、パチスロ機の製造はラスターに委託していた。
パチスロ機の開発以外にパチンコ店向け支援ソフトのASPサービスなどを手がけていたが、パチスロ機の売れ行き不振から経営に行き詰まり、2014年5月に債権者より東京地方裁判所に破産を申し立てられ、同年6月23日に破産手続開始決定を受けた。ラスター自体もウィンネットテクノロジー破産の影響に連鎖する形で、2014年12月3日に東京地裁から破産手続開始を受けた。

## 主な機種
| 機種名                 | 発売年月   | 備考                                       |
| ---------------------- | ---------- | ------------------------------------------ |
| 大山鳴動 漢みちスロ!   | 2006年9月  | 初参入機、みちのくプロレスとのタイアップ機 |
| 嗚呼! 我ら日本松柔道部 | 2007年1月  |                                            |
| 三国争覇伝             | 2007年6月  |                                            |
| 桜姫                   | 2007年7月  |                                            |
| ジ アマゾンロード      | 2008年3月  |                                            |
| MAX448                 | 2008年5月  |                                            |
| メガラニカ             | 2008年8月  |                                            |
| タワラカワラ           | 2008年9月  |                                            |
| ドリームJラッシュ      | 2009年9月  |                                            |
| スーパーコケコケ       | 2010年12月 |                                            |
| 大逆転                 | 2011年6月  |                                            |
| デートライン銀河III    | 2011年9月  |                                            |

## その他
社内に柔道部を持ち、同部所属のナウル・ジョサテキがフィジー代表としてロンドンオリンピック（男子柔道・81キロ級）に出場、また開会式ではフィジーの旗手も務めた。